# Coelichneumon victorianus
Coelichneumon victorianus är en stekelart som beskrevs av Heinrich 1966. Coelichneumon victorianus ingår i släktet Coelichneumon och familjen brokparasitsteklar. Inga underarter finns listade i Catalogue of Life.